# 伊万 (匈牙利)
伊万，是匈牙利杰尔-莫雄-肖普朗州所辖的一个村。总面积54.74平方公里，总人口1315，人口密度24.0人/平方公里（2011年1月1日）。